# Ferry Wienneke
Ferry Wienneke, geboren Johan Friedrich Ferdinand Wienneke, (Amsterdam, 7 januari 1929 – Hilversum, 20 februari 1988) was een Nederlands muzikaal duizendpoot, voornamelijk bekend als orkestleider.
Het zag er in eerste instantie niet naar uit dat hij de muziekwereld in zou gaan. Hij was van huis uit chemisch analist, alhoewel hij wel vroeg achter de piano te vinden was. Na zijn studie afgerond te hebben, moest hij in militaire dienst en werd in die hoedanigheid uitgezonden naar Nederlands Indië. Hij was er weliswaar als militair maar werd ingeschakeld als voedingsspecialist. In Batavia begon de muziek meer substantie krijgen. Hij speelde er piano met het plaatselijke radio-orkest. Hij trouwde met de handschoen (op afstand) met Margretha Oudeboon, die zich later bij hem zou voegen. Na de onafhankelijkheid keerde het gezin terug naar Amsterdam om vervolgens door te reizen naar Borgerhout. Hier vond de scheiding plaats met vrouw en twee kinderen. Wienneke vertrok naar Belgisch Congo. In 1959 huwde Wienneke voor de tweede keer, dit maal met Bernadette Chaput, een Waalse die hij in Congo had leren kennen. Zij vestigden zich in Hilversum en kregen uiteindelijk vier kinderen. Een echtscheiding volgde in 1972.
De professionele muzikale carrière nam een aanvang in de jaren 1959 en 1960. Wieneke is orkestleider bij de eerste opnamen van The Teenage Brothers. Het werd de single Baby / Dol op jou dat bij CNR Records zou verschijnen. Als muziekproducent trad op Hans van Hemert. Naast orkestleider werd Wienneke ook arrangeur van liedjes. Toch moest hij nog steeds werk bij elkaar schrapen en moest vaak hopen op uitval van de vaste pianist om als vervanger wat geld te kunnen verdienen. In de jaren zestig kreeg hij voet aan de grond bij muziekuitgeverij Basart, maar kon daar niet wennen. Hij richtte zijn eigen maatschappijtje op onder de naam Dirty River Productions, genoemd naar de toen stinkende Singel in Amsterdam, waar het gevestigd was. Hij gaf toen ook leiding aan ensembles voor KRO en NCRV-radio. In die jaren was hij betrokken bij opnamen van The Emeralds, Johnny Kraaijkamp sr. (Milord, uw bad staat klaar), Anneke van Hoof, Carla van Renesse (Papieren rozen), De Selvera's, Dutch Swing College Band, De Zingmannen (mannenkoor met onder andere Herman Emmink en John de Mol sr., Corry Brokken (Een avondje uit met... Corry, 1966), Gert en Hermien, Snip & Snap, Hearts of Soul (onder meer Waterman) , Ekseption, De Mounties, André van Duin, Cocktail Trio, Astrid Nijgh, Margriet Eshuijs, Massada, Willy Alberti, Vitesse  en Martine Bijl. 
Als dirigent heeft nog gesolliciteerd bij het Metropole Orkest, men koos voor Rogier van Otterloo. Al eerder gaf hij leiding aan of speelde samen met koren zoals Sweet Sixteen.  
Rotterdam kent een Ferry Wiennekestraat. Hij overleed in hetzelfde jaar als Pi Scheffer en eerder genoemde Rogier van Otterloo. 
- Bibliothèque nationale de France: cb14145714j (data)
- International Standard Name Identifier: 0000 0001 1917 8210
- Virtual International Authority File: 170366595